# Bozghāleh
Bozghāleh (persiska: بُز قَلعِه, بزغاله, Boz Qal‘eh) är en ort i Iran.   Den ligger i provinsen Västazarbaijan, i den nordvästra delen av landet, 700 km nordväst om huvudstaden Teheran. Bozghāleh ligger 2 258 meter över havet och antalet invånare är 116.
Terrängen runt Bozghāleh är huvudsakligen kuperad, men åt sydost är den platt. Terrängen runt Bozghāleh sluttar brant österut. Runt Bozghāleh är det ganska glesbefolkat, med 39 invånare per kvadratkilometer. Närmaste större samhälle är Seyah Cheshmeh, 8,7 km sydost om Bozghāleh. Trakten runt Bozghāleh består i huvudsak av gräsmarker.